# Парк Кинута
Парк Кинута (яп. 砧公園 кинута ко:эн) — городской парк отдыха, расположен в специальном районе Сэтагая, Токио
Общая площадь парка составляет 39,18 гектаров.

## История
Парк Кинута создан 1 апреля 1957 года на территории поля для гольфа. После Тихоокеанских военных действий (Вторая мировая война) здесь было поле для гольфа. Позже поле для гольфа было закрыто для формирования парка.

## Достопримечательности и сооружения парка
На территории парка растут около 11 тысяч деревьев и 43 тысяч кустарников: сакура, дзельква, камфорное дерево и др.
Парк Кинута славится своими сакурами, которые цветут с интервалом в несколько недель почти полтора месяца, поэтому в парке весной бывает много посетителей.
В парке произрастает по меньшей мере три вида сакуры, которые отличаются периодом своего цветения: Someyoshino, Yamazakura и Yaezakura.
На территории парка расположено футбольное поле и поле для игры в бейсбол, проложены дорожки для велосипедистов и пеших прогулок. 
Также в парке находится музей искусств Сэтагая. 